# Бијела (Вишеград)
Бијела је насељено мјесто у општини Вишеград, Република Српска, БиХ. Према прелиминарним подацима пописа становништва 2013. године, у насељу је живјело свега 33 становника.

## Историја
У селу Бјелој Тасићима општина Добрун, срез вишеградски одмах по доласку окупатора „домаће усташе из Добруна“ претресли су 30 српских кућа и опљачкали имовину. Људи са женама и дјецом избегли су у Србију.
Након што су припадници Удбе и Озне 13. марта 1946. у селу Ундруља (Дражевина) ухапсили Дражу Михаиловића, југословенске власти су због јатаковања са четницима казниле читаве српске породице из овога дијела вишеградске општине. Депортацијом у радни логор у Завидовићима су кажњене и српске породице из Бијеле.

## Становништво
| Националност       | 2013. | 1991. | 1981. | 1971. |
| Срби               | 27    | 100   | 150   | 233   |
| Муслимани          | 6     |       | 18    |       |
| Југословени        |       | 2     | 4     |       |
| остали и непознато |       |       |       | 2     |
| Укупно             | 33    | 102   | 172   | 235   |

| Демографија | Демографија | Демографија |
| Година      | Становника  | Становника  |
| ----------- | ----------- | ----------- |
| 1961.       | 286         |             |
| 1971.       | 235         |             |
| 1981.       | 172         |             |
| 1991.       | 102         |             |
| 2013.       | 33          |             |

### Презимена
- Тасић[2]